# Bayerske Alper
Begrebet de Bayerske Alper står for de fleste for alle bjergene i den bayerske del af Alperne, men nogle regner dem kun for den del der er i Oberbayern. Allgäuer Alperne hører efter en ældre tradition til Schwaben, og ikke til Bayerske Alper.
Bayerske Alper svarer ikke til begrebet Bayerske Voralpen, der kun omfatter den bayerske andel af Voralpen mellem floderne Loisach i vest og Inn i Øst.
De Bayerske Alpers andel af Alperne indenfor Bayern, er en del af de Nordlige Kalkalper og omfatter
- Allgäuer Alperne (hovedparten)
- Ammergauer Alperne (hovedparten)
- Wetterstein (delvis)
- Bayerischen Voralpen med Estergebirge, Walchenseebergen, Benediktenwandgruppen og Mangfallgebirge
- Karwendel (delvis)
- Chiemgauer Alperne (hovedparten)
- Berchtesgadener Alperne (hovedparten).

Det højeste bjerg i de Bayerske Alper, og i Tyskland, er Zugspitze. Det ligger i den vestlige del af Wettersteinbjergene, og har en højde på 2.962 moh. og to små alpine gletsjere.